# Xeropsamobeus arenicolus
Xeropsamobeus arenicolus är en skalbaggsart som beskrevs av Gordon och Paul E.Skelley 2007. Xeropsamobeus arenicolus ingår i släktet Xeropsamobeus och familjen Aphodiidae. Inga underarter finns listade i Catalogue of Life.